# ارکیده عنکبوتی نوک‌سیاه
ارکیده عنکبوتی نوک‌سیاه (نام علمی: Caladenia anthracina) نام یک گونه از سرده ارکیده‌های عنکبوتی است.